# Strauchritter (U-Boot-Gruppe)
Strauchritter war die Bezeichnung einer deutschen U-Bootgruppe, die nach dem Grundsatz der Rudeltaktik im Zweiten Weltkrieg gegen Nordmeergeleitzüge eingesetzt wurde. Diese U-Bootgruppe von insgesamt neun Booten operierte vom 29. April 1942 bis zum 5. Mai 1942 auf den Geleitzug QP 11.

## Geleitzug QP 11
Das durch die britische Admiralität organisierte nordatlantische Geleitzugsystem gewährleistete die Versorgung der Sowjetunion mit kriegswichtigen Gütern. Der erste dieser Geleitzüge lief im August 1941 nach Nordrussland aus. Als Zielhäfen dienten im Winter der auf Grund des Golfstromes eisfreie Hafen von Murmansk und, nach dem Rückzug der Eisgrenze im Sommer, Archangelsk. Die Bezeichnung der Konvois leitete sich von den Initialen des mit der Planung beauftragten Fregattenkapitäns P.Q. Roberts ab. Die aus Murmansk zurücklaufenden, meist Ballast fahrenden Geleitzüge wurden dementsprechend mit den Buchstaben QP und fortlaufender Nummerierung benannt. Bis zum Frühjahr 1942 erreichten 12 PQ-Geleitzüge, unter dem Schutz der Home Fleet, Nordrussland ohne nennenswerte Verluste. Nur eines der insgesamt 103 beteiligten Schiffe war infolge eines U-Bootangriffs verloren gegangen. Nur sieben Schiffe des PQ 14 hatten im April Murmansk erreicht. Aus ihnen und weiteren Schiffen der vorangegangenen Konvois wurde QP 11 zusammengestellt, der sich in der Kola-Bucht sammelte und unter dem Kommando von Captain W.H. Lawrence am 28. April 1942 in Richtung Nord in See stach.

## Beteiligte U-Boote
Die U-Bootgruppe wurde aus Booten verschiedener U. Flottillen gebildet, von denen einige Eismeer-erfahrenen Kommandanten unterstanden.
 U 88 war zum Zeitpunkt des Einsatzes noch der 8. U-Flottille unterstellt. Kapitänleutnant Heino Bohmann war seit Oktober 1941 Kommandant und mit dem Boot im Vormonat aus Kiel eingetroffen. Die Überführung markierte das Ende der Ausbildungsfahrt von U 88. Strauchritter war der erste Einsatz als Frontboot, zu dem U 88 am 29. April aus Kirkenes auslief.
Kapitänleutnant Heinrich (genannt „Töte“) Timm war mit U 251 bisher lediglich als Ausbildungsboot der 6. U-Flottille gefahren und ebenfalls erst im Vormonat aus Kiel eingetroffen. Zu seinem ersten Einsatz als Frontboot dieser Flottille lief U 251  am 29. April aus Kirkenes aus.
Kapitänleutnant Friedrich-Karl Marks auf U 376 hatte mit dem Boot, das zur 6. U-Flottille gehörte, im Frühjahr bereits gegen die Geleitzüge QP 9, PQ 13 und PQ 14 operiert und den britischen Dampfer Induna versenkt. U 376  lief am 29. April aus Kirkenes aus.
Kapitänleutnant Alfred Hoschatt hatte mit U 378, das als Frontboot der 3. U-Flottille eingesetzt war, im Frühjahr bereits auf QP 9 operiert, aber keine Erfolge erzielt. Das Boot lief am 29. April aus Kirkenes aus.
U 405 war im Frühjahr aus Kiel eingetroffen, als Ausbildungsboot bei der 8. U-Flottille gefahren und nunmehr der 1. U-Flottille unterstellt. Kommandant Hoopmann war seit dem 26. April von Drontheim aus auf Feindfahrt, als das Boot zwei Tage später der U-Bootgruppe zugeteilt wurde.
Kapitänleutnant Günther Seibicke war mit U 436 seit dem 1. Februar der 7. U-Flottille unterstellt und hatte im Frühjahr auf zwei vorangegangenen Feindfahrten gegen QP 9 und PQ 13 operiert. Das Boot lief am 29. April aus Kirkenes aus, musste die Fahrt aber vorzeitig wegen eines Schadens am Funkpeiler abbrechen.
Für Kapitänleutnant Max-Martin Teichert war die Unternehmung gegen QP 11 bereits die fünfte Feindfahrt mit U 456. Das Boot hatte auf zwei vorangegangenen Feindfahrten gegen die Geleitzüge QP 9, PQ 13, QP 10 und PQ 14 operiert und lief am 29. April von Kirkenes aus.
Kapitänleutnant Hans Joachim Horrer war mit U 589 auf der vorangegangenen Feindfahrt an den Angriffen auf QP 9 und PQ 13 beteiligt gewesen. Das Boot, das zu diesem Zeitpunkt der 6. U-Flottille zugeteilt war, lief am 29. April von Kirkenes aus.
U 703 unter Kapitänleutnant Heinz Bielfeld hatte bisher nur Ausbildungs- und Überführungsfahrten absolviert und war am 26. April von Bergen aus auf Patrouille gefahren.

## Einsatz
Am 30. April sichtete Kapitänleutnant Heino Bohmann auf U 88 († 12. September 1942 auf der dritten Feindfahrt zusammen mit der ganzen Besatzung im Nordmeer) auf seiner ersten Feindfahrt überhaupt den Konvoi und setzte um 1:10 Uhr den Funkspruch 0055/788 ab: „Feindlicher Geleitzug in Sicht Quadrat 5924. Feind steuert NO-Kurs.“
Den Grundsätzen der Rudeltaktik entsprechend hielt U 88 zum Geleit Kontakt und Kommandant Bohmann gab regelmäßig Führungszeichen ab, um den anderen U-Booten das Herankommen zu ermöglichen. Dies sollte aber nur U 251, U 436, U 456 und U 589 gelingen.

## Erfolge
U 456 gelang es, den britischen Leichten Kreuzer Edinburgh zu torpedieren, der aber nicht sank, später jedoch von deutschen Zerstörern weitere Beschädigungen erlitt und letztlich aufgegeben werden musste. U 589 torpedierte den sowjetischen Frachter Ziolkowski, der aber gerettet werden konnte. U 251 unter Kommandant Timm versenkte am 3. Mai den britischen Frachter Jutland, der im entgegenkommenden Geleitzug fuhr.